# J.Chikkanahalli, Nagamangala
J.Chikkanahalli là một làng thuộc tehsil Nagamangala, huyện Mandya, bang Karnataka, Ấn Độ.